# Нараївський палац
Нараївський палац
У Нараївці до Фелікса Меленівського гербу Сліповрон був житловий будинок. В 1881 палац був закінчений. Вмебльований в французькому стилі, були численні картини (можливо, спадок по Жевуських), колекції порцеляни, бібліотека польською та французькою мовами.
Палац у Нараївці належав до значних на Поділлі. Палац був оточений парком зі старими деревами, численними газонами та фонтанами, альтанкою в мавританському стилі. Над ставом була лазня. Був також канал з перекинутими через нього містками. На пагорбку була оранжерея та каплиця.
Садибу було знищено в 1918 р.

## Мережні ресурси
- Narajówka // Słownik geograficzny Królestwa Polskiego. — Warszawa : Druk «Wieku», 1885. — Т. VI. — S. 903. (пол.)